# Nectandra yarinensis
Nectandra yarinensis O.C. Schmidt – gatunek rośliny z rodziny wawrzynowatych (Lauraceae Juss.). Występuje naturalnie w Peru. 

## Morfologia
PokrójZimozielone drzewo.
LiścieMają podłużnie eliptyczny kształt. Mierzą 15–30 cm długości oraz 5–10 szerokości. Nasada liścia jest klinowa. Liść na brzegu jest całobrzegi. Wierzchołek jest spiczasty.
KwiatySą zebrane w wiechy. Rozwijają się w kątach pędów. Dorastają do 13 cm długości